# Setodes dehensurae
Setodes dehensurae is een schietmot uit de familie Leptoceridae. De soort komt voor in het Palearctisch gebied.